# Balduíno IV de Jerusalém
Balduíno IV (1161 – 1185), conhecido como o Rei Leproso, foi o rei de Jerusalém de 1174 até sua morte em 1185. Ele foi admirado por seus contemporâneos e por historiadores posteriores por sua força de vontade e dedicação ao Reino Latino, mesmo enfrentando a debilitante lepra. Escolhendo conselheiros competentes, Balduíno governou um próspero Estado cruzado e conseguiu protegê-lo do governante muçulmano Saladino.
Balduíno apresentou os primeiros sintomas de lepra ainda criança, mas foi diagnosticado apenas após suceder seu pai, o rei Amalrico (r. 1163–1174). Depois disso, suas mãos e rosto tornaram-se progressivamente desfigurados. O conde Raimundo III de Trípoli governou o reino em nome de Balduíno até que ele atingisse a maioridade em 1176. Assim que assumiu o governo, Balduíno planejou uma invasão ao Egito, que não se concretizou devido à falta de cooperação de seus vassalos. Saladino, por sua vez, atacou o reino de Balduíno em 1177, mas o rei e o nobre Reinaldo de Châtillon o repeliram em Montgisard, garantindo fama a Balduíno. Apesar de perder gradualmente a sensibilidade nas extremidades, o jovem rei dominou a equitação e conseguiu lutar em batalhas até seus últimos anos.
A lepra impediu Balduíno de se casar. Ele esperava abdicar quando sua irmã, Sibila, casou-se com Guilherme de Monferrato em 1176, mas Guilherme morreu no ano seguinte. Em 1180, para evitar um golpe liderado pelo conde Raimundo III de Trípoli e pelo príncipe Boemundo III de Antioquia, o rei Balduíno fez Sibila se casar com Guido de Lusignan. Guido foi rejeitado por uma grande parte da nobreza e logo prejudicou permanentemente sua relação com Balduíno. A discórdia interna que se seguiu forçou Balduíno a permanecer como rei, pois apenas ele era capaz de unir a nobreza em conflito. Balduíno repeliu Saladino novamente em 1182, mas a lepra o deixou cego e incapaz de andar ou usar as mãos em 1183. Ele deserdou Guido e coroou o filho de Sibila, Balduíno V, como co-rei antes de ser levado em uma liteira para encerrar o cerco de Saladino a Kerak. Balduíno não conseguiu anular o casamento de Sibila com Guido nem confiscar o feudo de Ascalão de Guido. No início de 1185, ele organizou para que Raimundo governasse como regente do filho de Sibila e morreu antes de 16 de maio.

## Infância

O Oriente Próximo em 1165

Apesar de o seu nascimento não ser mencionado em qualquer documento ou história contemporânea, as crónicas permitem estimar a data do seu nascimento em meados de 1161. Aquando do seu nascimento, o seu pai, então conde de Jafa e Ascalão, pediu ao irmão, o rei Balduíno III de Jerusalém, para ser o padrinho do seu filho. Uma vez que este aceitou, a criança foi baptizada com o prenome de Balduíno.
Balduíno III morreu no ano seguinte, sendo sucedido por Amalrico. Para subir ao trono, este foi forçado pela nobreza cruzada a anular o seu casamento com Inês de Courtenay, julgada de personalidade demasiado volátil e propensa a intrigas para se tornar rainha da Cidade Santa.
Inês manteve o título de condessa de Jafa e Ascalão (posteriormente seria também senhora de Sidom) e continuou a receber uma pensão pelo rendimento desse feudo; e a Igreja declarou Balduíno IV e Sibila filhos legítimos do rei, preservando o seu lugar na ordem de sucessão. Amalrico voltaria a casar-se em 1167 com Maria Comnena, de quem nasceria Isabel I de Jerusalém.
Enquanto Sibila foi enviada para ser educada com a sua tia-avó Ioveta, abadessa do convento de Betânia, Amalrico manteve o seu filho na corte de Jerusalém, tendo pouco contacto com a mãe. Aos nove anos de idade, a educação do herdeiro foi confiada ao historiador Guilherme de Tiro. Na sua Historia não poupou elogios ao falar da educação do seu jovem pupilo e, apesar do viés natural do autor, este rei ficaria na história com uma imagem de inteligência e cultura.
Foi também Guilherme quem descobriu que o jovem sofria de lepra, apesar de o diagnóstico só ter sido confirmado quando atingiu a puberdade: ao observar o seu pupilo a brincar com jovens da sua idade, tentando magoar-se uns aos outros com beliscões nos braços, o cronista reparou que Balduíno não parecia sentir dor, ao contrário das restantes crianças.
Esta condição foi imediatamente reconhecida como indício de uma doença grave, que seria identificada conclusivamente como lepra com a chegada da puberdade, quando os sintomas se agravaram. Amalrico procurou a ajuda de vários médicos, inclusivamente muçulmanos, e recorreu a imersões no rio Jordão, uma cura realizada pelo profeta Eliseu de acordo com o Segundo Livro dos Reis da Bíblia, mas nenhum método seria eficaz.

## Regência de Milão de Plancy

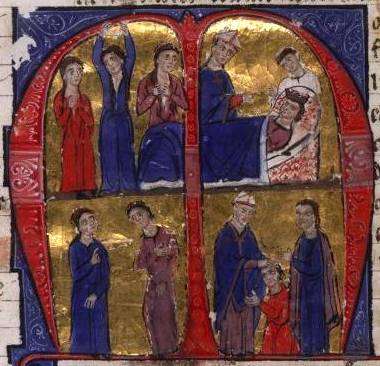
Morte de e coroação de Balduíno IV (Historia de Guilherme de Tiro e continuação, São João de Acre, século XIII, Biblioteca Nacional de França)

Amalrico morreu a 11 de Julho de 1174, depois de tentar impedir o domínio dos zênguidas sobre o califado egípcio, mas sem sucesso. Mas este domínio não seria completo porque, com a morte em 1171 do conquistador Xircu, o território passou para o controlo do seu sobrinho Saladino, que adoptou uma política dúbia, não totalmente submissa a Noradine. Os estados cruzados tinham agora de enfrentar a sul o poder emergente dos aiúbidas, em vez do poder decadente dos fatímidas.
Balduíno IV foi imediatamente coroado, pelo patriarca latino de Jerusalém Amalrico de Nesle a 15 de Julho, com a idade de treze anos. Uma vez que a maioridade estava definida para o quinze anos, o reino foi colocado sob regência, inicialmente exercida informalmente pelo senescal Milão de Plancy, guerreiro de renome mas que se revelaria um falho político.
Duas semanas depois da coroação, a 28 de Julho, o rei Guilherme II da Sicília desembarcou em Alexandria e pôs cerco à cidade, mas seria derrotado por Saladino a 31 de Julho. Se Milão de Plancy tivesse lançado um ataque simultâneo, é provável que Saladino, ainda em situação precária no poder do Egito, tivesse ficado em uma posição muito desfavorável.
Por ser leproso, não se esperava que Balduíno reinasse por muito tempo ou produzisse um herdeiro, pelo que os nobres do reino posicionaram-se de modo a influenciar os herdeiros de Balduíno: a sua irmã Sibila, na companhia da tia-avó Ioveta no convento de Betânia; e a sua meia-irmã Isabel, na corte da sua mãe Maria Comnena em Nablus (actual Cisjordânia) e na companhia da poderosa família Ibelin.
Entretanto Raimundo III de Trípoli chegou a Jerusalém, exigindo a sua nomeação como bailio e regente, uma vez que era o parente varão mais próximo (primo direito) de Amalrico. Foi apoiado pela maioria da nobreza do reino, incluindo Onofre II de Toron, Balião de Ibelin e Reginaldo de Sidom.

## Regência de Raimundo III de Trípoli

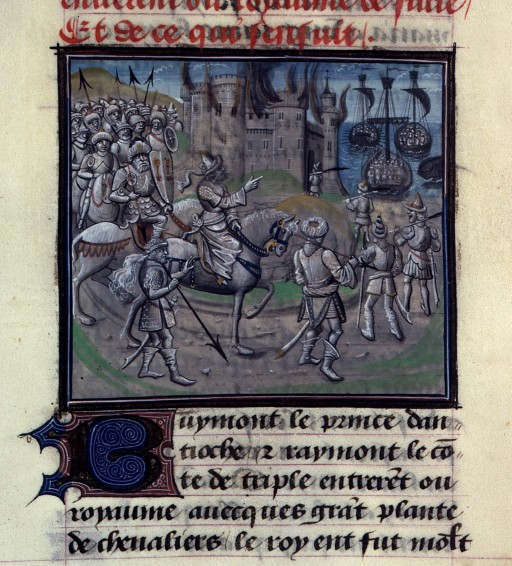
Saladino incendeia uma cidade (iluminura da Historia de Guilherme de Tiro e continuação, século XV, Biblioteca Nacional de França)

Milão de Plancy foi acusado de abusar da sua posição de regente, pelo que os nobres do reino exigiram a sua renúncia. Perante a sua recusa, foi assassinado no final do ano durante uma viagem de inspecção a São João de Acre e Raimundo foi nomeado bailio pela Haute Cour (corte de Jerusalém).
A sul, Saladino planeava tomar as cidades-estado de Alepo, Homs e Damasco, na posse dos herdeiros de Noradine, para dominar a Síria e cercar os estados cruzados, objectivo principal da jiade. Em resposta, Raimundo III apoiou os zênguidas contra o sultão do Egito.
Em 1175 Balduíno acompanhou o seu regente a Homs, em uma operação que forçou Saladino a levantar o cerco a Alepo. Em agradecimento, o emir desta cidade libertou os seus prisioneiros cristãos, entre os quais Reinaldo de Châtillon e Joscelino III de Edessa, apesar de também ser relatado que o segundo só foi libertado quando a sua irmã pagou um resgate de 50 000 dinares, provavelmente com uma ajuda do tesouro real. Depois, Raimundo iniciou várias incursões a territórios muçulmanos com o objectivo de enfraquecer o aiúbida.
O regente nomeou Guilherme de Tiro chanceler em 1174 e arcebispo de Tiro em 1175; no Verão de 1175 acordou tréguas com Saladino, necessárias a ambos os campos — os latinos ainda não possuíam a liderança forte de um rei nos seus plenos poderes, e o muçulmano ainda estava a tentar consolidar o seu poder, precisando de subjugar a Ordem dos Assassinos e os emires independentes da Síria.
Raimundo também negociou o casamento da irmã do rei com Guilherme de Monferrato, primo direito de Luís VII de França e de Frederico Barbarossa. Guilherme chegou no início de Outubro, tornou-se conde de Jafa e Ascalão jure uxoris, e esperava-se que subisse ao trono com Sibila assim que Balduíno ficasse incapacitado; mas morreria em Ascalão em Junho de 1177 após várias semanas de doença, ainda durante a gravidez de Sibila de Jerusalém, da qual nasceria o futuro rei Balduíno V. A regência terminou no segundo aniversário da coroação de Balduíno IV em 1176, data em que o jovem rei atingiu a maioridade e o conde de Trípoli abandonou o cargo de bailio.

## Questão sucessória
Devido à sua doença, desde o início do seu reinado Balduíno IV teve de se preocupar com os problemas da sua sucessão. O seu pai casara-se duas vezes: com Inês de Courtenay, que contraíra novo matrimónio com Reginaldo de Sidom; e com Maria Comnena, casada em 1177 com Balião de Ibelin. Sibila, a filha de Inês, já tinha atingido a maioridade e tido um filho, pelo que estava em uma boa posição para suceder ao irmão, mas Isabel, a filha de Maria, tinha o apoio dos Ibelin, a família do seu padrasto.

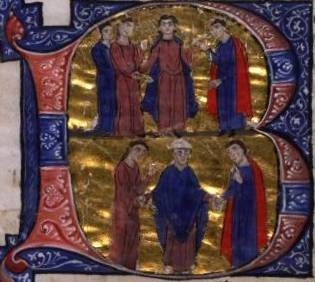
Noivado e casamento de Sibila de Jerusalém com Guido de Lusinhão (Historia de Guilherme de Tiro e continuação, século XIII)

A posição de Raimundo III de Trípoli era difícil e controversa. Como parente mais próximo do rei por via varonil, poderia reivindicar o trono. No entanto não tinha produzido descendentes que pudessem ser seus herdeiros inequívocos, o que terá sido o motivo de evitar colocar-se na posição de pretendente. Em vez disso, usou a sua influência para colaborar com os Ibelin na tentativa de influenciar os casamentos das princesas.
Entretanto, o rei depositava a sua confiança principalmente em quem não o pressionava politicamente no assunto da sucessão: a sua mãe e o irmão desta, Joscelino III de Edessa, que não tinha possibilidades de se assumir como pretendente. Assim, depois do seu resgate das prisões de Alepo, em 1176 o conde titular de Edessa foi nomeado senescal do reino. Em 1179 Balduíno começou a planear o casamento de Sibila com Hugo III da Borgonha, mas na primavera de 1180 ainda não tinha feito uma decisão.
Aliado a Boemundo III de Antioquia, Raimundo marchou então sobre Jerusalém para tentar forçar o rei a casar a irmã com um favorito seu, provavelmente Balduíno de Ibelin, irmão mais velho de Balião. Em resposta, Balduíno apressou-se a casá-la com Guido de Lusinhão, irmão mais novo do condestável Emérico, e Raimundo voltou a Trípoli sem entrar no reino.
Este casamento com um europeu era essencial para atrair ajuda militar externa ao Reino de Jerusalém. Filipe II de França ainda era menor, pelo que não se poderia esperar ajuda imediata deste reino; Guido era vassalo do rei Henrique II da Inglaterra, primo direito de Sibila que se obrigara perante o papado a peregrinação perpétua devido ao assassinato de Thomas Becket — havia a possibilidade de o monarca plantageneta fazer a penitência em cruzada.

## Conflito com Saladino

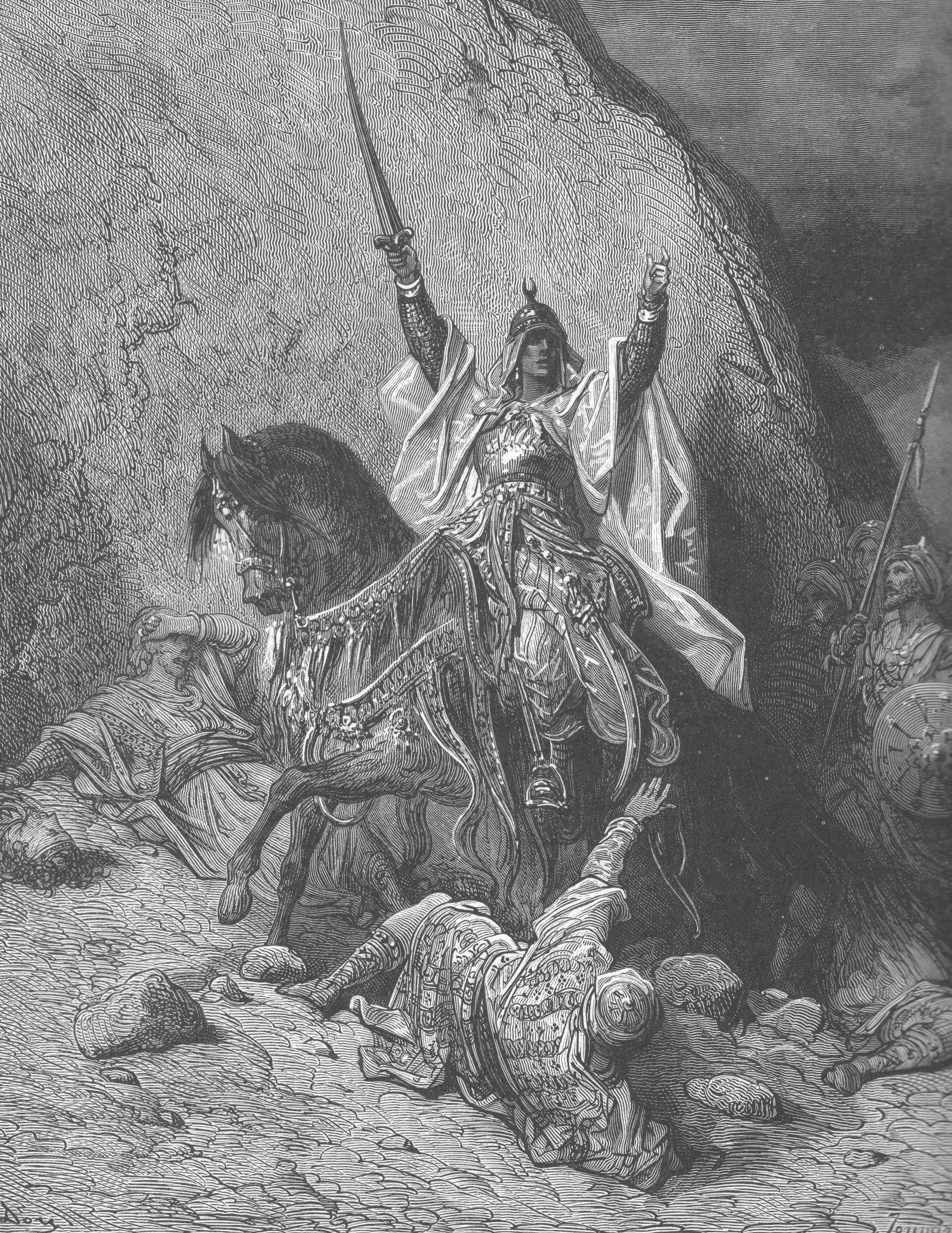
Saladino vitorioso (ilustração de Gustave Doré, século XIX)

Depois de assumir o trono, Balduíno IV não ratificara a paz de Raimundo III de Trípoli com Saladino. Deste modo, invadiu a região de Damasco e do vale do Beca, e planejou um ataque ao Egito, a fonte do poder do sultão. O anterior príncipe de Antioquia, Reinaldo de Châtillon, foi libertado de Alepo em 1176 por um filho de Noradine, através de uma troca de prisioneiros ou do pagamento do seu resgate por Manuel I Comneno. Balduíno enviou-o a Constantinopla em embaixada ao imperador bizantino a fim de obter o apoio naval para esta expedição.
Reinaldo voltou ao Reino de Jerusalém no início de 1177, sendo recompensado com um casamento com Estefânia de Milly, a abastada viúva de Onofre III de Toron e Milão de Plancy, e herdeira do Senhorio de Transjordânia, incluindo os castelos de Queraque e Montreal, a sudoeste do mar Morto. Estas fortalezas controlavam as rotas de comércio entre o Egito e Damasco, e davam acesso ao mar Vermelho. Balduíno tentou assegurar a cooperação do seu cunhado Guilherme de Monferrato com Reinaldo na defesa do sul do reino, mas o conde de Jafa e Ascalão morreria em Junho.
Em Agosto, o conde da Flandres Filipe da Alsácia chegou em cruzada à Terra Santa, pretendendo casar as irmãs de Balduíno IV com vassalos seus. Advogava para isto que tinha mais direitos do que o regente Raimundo III de Trípoli, por ser o parente mais próximo do rei por via paterna: Filipe era neto de Fulque de Jerusalém, e por isso primo direito de Balduíno; Raimundo era sobrinho de Melisende de Jerusalém, e assim primo direito do pai de Balduíno. Mas a Haute Cour recusou-lhe este direito, com Balduíno de Ibelin chegando a insultá-lo publicamente — os Ibelin eram os partidários da rainha Maria Comnena, pelo que possivelmente terão usado a sua influência para assim tentar casar uma das irmãs do rei com o próprio Balduíno de Ibelin. Ofendido, o flamengo abandonou o reino, preferindo então lutar nas campanhas do Principado de Antioquia.
Aproveitando então a ausência de um grande número de soldados e cavaleiros de Jerusalém, Saladino decidiu invadir o reino pelo sul. Com poucas forças, o Leproso acorreu para tentar travar os egípcios em Ascalão. Não teve sucesso, mas persistindo em perseguição ao exército inimigo, obteria uma surpreendente vitória na batalha de Monte Gisardo a 25 de Novembro, com o auxílio de Reinaldo de Châtillon e dos Cavaleiros Templários.

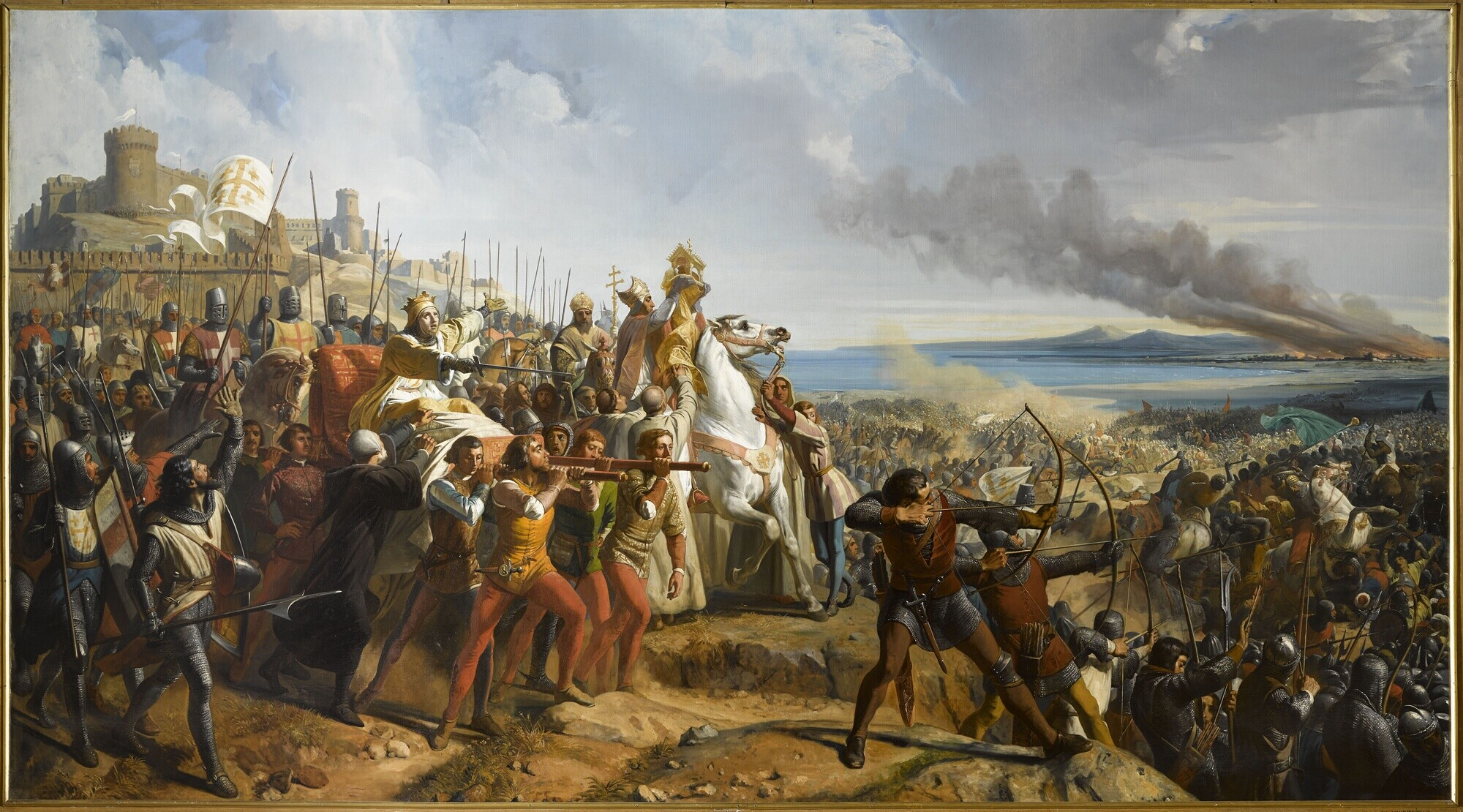
Pintura da batalha de Monte Gisardo por Charles-Philippe Larivière, c. 1842 (Salas das Cruzadas, Palácio de Versailles)

Ainda no mesmo ano, Balduíno permitiu o casamento da sua madrasta com Balião de Ibelin, em uma acção conciliatória entre o monarca e esta ambiciosa família. A união acarretava riscos: com o apoio de Maria Comnena, os Ibelin passariam também a tentar casar as princesas Sibila e Isabel com o seu clã.
No ano seguinte continuaram as acções militares de cruzados e muçulmanos, e Balduíno decidiu construir novas fortalezas para proteger os seus territórios. Uma destas foi Chastelet, no vau de Jacob, um ponto fulcral de passagem entre São João de Acre, a Palestina e Damasco. Iniciada a construção em  Outubro de 1178, foi confiada aos Templários.
Em 1179 Balduíno sofreu algumas derrotas militares a norte. A 10 de Março liderou uma incursão para capturar gado em Banias, mas foi surpreendido por Farruque Xá, sobrinho de Saladino. O seu cavalo assustou-se e o rei quase foi capturado. Ao proteger a sua fuga, o condestável Onofre II de Toron foi mortalmente ferido.
A 10 de Junho, em resposta a incursões de cavalaria muçulmana perto de Sidom, Balduíno organizou uma expedição, com Raimundo III de Trípoli e o grão-mestre dos Templários Odo de Saint Amand. Em Cesareia de Filipe derrotaram o destacamento que atravessava o rio Litani, mas depois foram surpreendidos e derrotados pela hoste de Saladino. Incapaz de montar sem ajuda, o rei escapou por pouco, retirado do campo no cavalo de outro cavaleiro enquanto a sua guarda abria o caminho. Raimundo III de Trípoli fugiu para Tiro e Reginaldo de Sidom resgatou um grande número de fugitivos, mas neste confronto foram aprisionados o grão-mestre Templário, Balduíno de Ibelin e Hugo de Tiberíades, um dos enteados de Raimundo de Trípoli.
Por fim, a 29 de Agosto o castelo interminado no vau de Jacob foi cercado, vencido e arrasado por Saladino na batalha de Vadum Iacob. Metade da sua guarnição de Templários foi morta e os restantes foram aprisionados. Em 1180, os recursos humanos dos latinos e dos muçulmanos estavam esgotados, pelo que Balduíno e Saladino acordaram umas tréguas de dois anos. Durante este período o imperador germânico Frederico Barbarossa envolveu-se em um conflito contra os guelfos; Luís VII de França e Manuel I Comneno morreram, e os seus sucessores tinham outras prioridades que não o domínio da Terra Santa.

## Regência de Guido de Lusinhão e morte

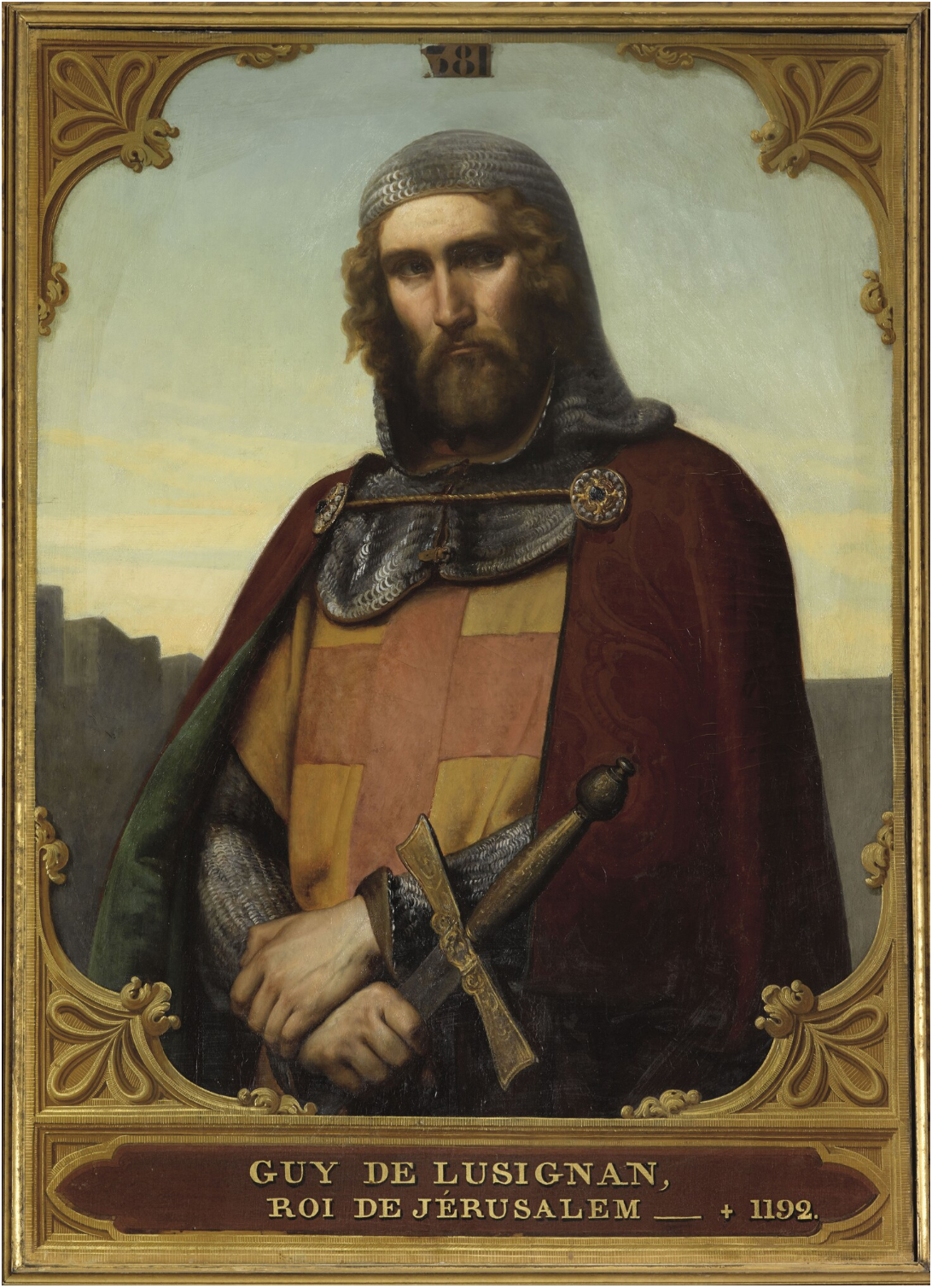
Pintura de Guido de Lusinhão por François-Édouard Picot, c. 1843 (Salas das Cruzadas, Palácio de Versailles)

Sob pressões da sua corte e cada vez mais doente, em 1180 Balduíno IV acabaria por permitir várias decisões que teriam consequências desastrosas: a eleição do patriarca latino de Jerusalém Heráclio de Auvérnia, os casamentos de Sibila com Guido de Lusinhão e de Estefânia de Milly com Reinaldo de Châtillon, e o noivado da sua meia-irmã Isabel com Onofre IV de Toron.
Com base na Historia de Guilherme de Tiro, as primeira decisões têm sido atribuídas pelos historiadores à influência de Inês de Courtenay sobre o filho, mas recentemente esta versão dos acontecimentos tem sido posta em dúvida, levando em conta a inimizade pessoal do cronista pelo partido dos Ibelin. Por outro lado, o noivado de Isabel pode ser explicado por uma dívida de gratidão que o rei sentiria pelo avô do noivo, Onofre II de Toron, que perdeu a vida para o salvar em 1179. Uma herdeira ficava assim ligada ao partido oposto aos Ibelin, em um contexto de equilíbrio de poderes.
Guido de Lusinhão aliara-se previamente com Reinaldo de Châtillon, que aproveitou a posição estratégica dos seus domínios para proceder à pilhagem das caravanas muçulmanas que atravessavam a região. O senhor de Transjordânia chegou a organizar uma expedição com o objectivo de saquear Meca e Medina, duas das cidades mais santas do islão.
Multiplicavam-se as provocações a Saladino, que cercaria o castelo de Queraque várias vezes, sempre sendo oposto pelos exércitos de Balduíno em defesa do irascível Reinaldo. Em Agosto de 1182 a hoste real repeliu a ameaça de Saladino a Beirute e depois realizou uma incursão nas proximidades de Damasco; mas pouco depois Balduíno ficaria fisicamente incapacitado pela doença — cego e sem poder andar — pelo que nomeou Guido seu regente.

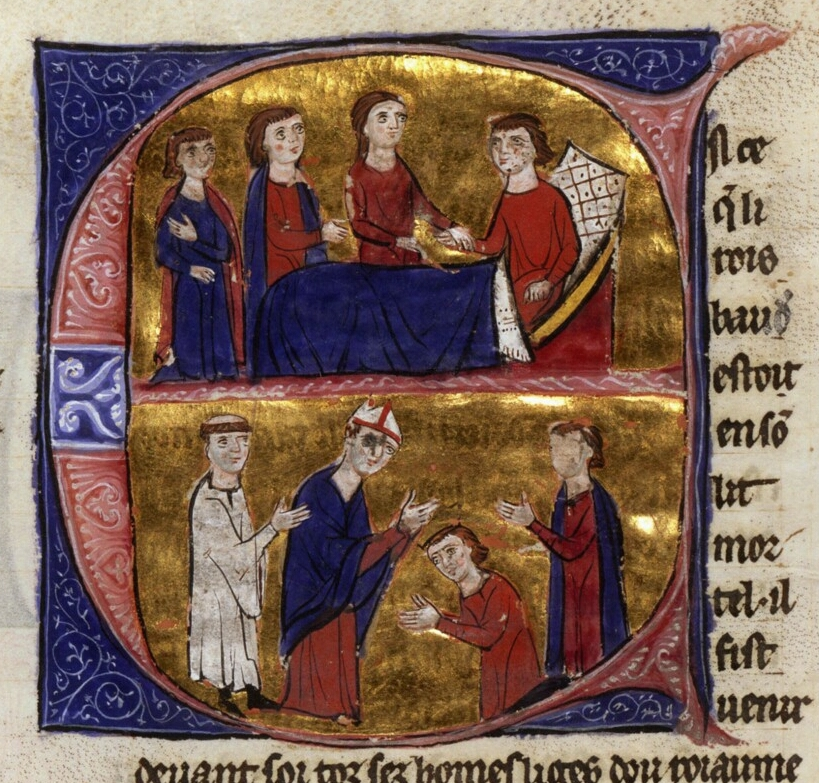
Morte de Balduíno IV e coroação de (Historia de Guilherme de Tiro e continuação, século XIII)

Em Novembro de 1183 Balduíno teve notícias de mais um cerco de Saladino a Queraque, onde se celebravam as núpcias da sua meia-irmã Isabel com Onofre IV de Toron. Carregado de maca e acompanhado de Raimundo III de Trípoli, liderou imediatamente uma expedição para levantar o cerco. Guido de Lusinhão era um dos convidados dentro do castelo de Reinaldo, mas recusou-se a sair para enfrentar o sultão aiúbida em batalha quando os cruzados estavam em posição vantajosa para o atacar em duas frentes. As forças muçulmanas acabariam simplesmente por retirar, mas o rei reconheceu falta de sentido político no cunhado, resolvendo afastá-lo e à irmã da sucessão.
De volta a Jerusalém, Balduíno decidiu associar o seu sobrinho Balduíno V ao trono, tornando-o seu herdeiro e sucessor e coroando-o a 20 de Novembro de 1183; nomeou novamente Raimundo III de Trípoli regente e bailio, durante o seu reinado e o do seu sobrinho. Para isto contou com o apoio da sua mãe, do seu padrasto e de um grande número de barões do reino. No entanto, o rei ainda continuou a governar pessoalmente o reino. No início de 1184 ainda tentou anular o casamento de Guido com Sibila, mas estes mantiveram-se nos seus domínios de Ascalão e não compareceram às necessárias cerimónias de anulamento.
Balduíno IV  morreu entre março e maio de 1185, aos 24 anos de idade, pouco depois da sua mãe — Saladino ficaria de luto em sinal de respeito. Os seus esforços para assegurar a sucessão do reino seriam frustrados com a morte de Balduíno V no ano seguinte. Guido de Lusinhão e Sibila ascenderiam então ao trono e precipitariam a perda de Jerusalém na batalha de Hatim.
Apesar do cavalheirismo de Saladino, a atitude popular dos muçulmanos quanto a Balduíno seria registada pelo viajante ibne Jubair: o rei cristão era chamado Alquinzir (o porco, referência ao animal considerado impuro, provavelmente relacionada com a sua doença e a sua fé cristã) e sua mãe Inês Alquinzira (a porca).

## Representações na arte e na literatura

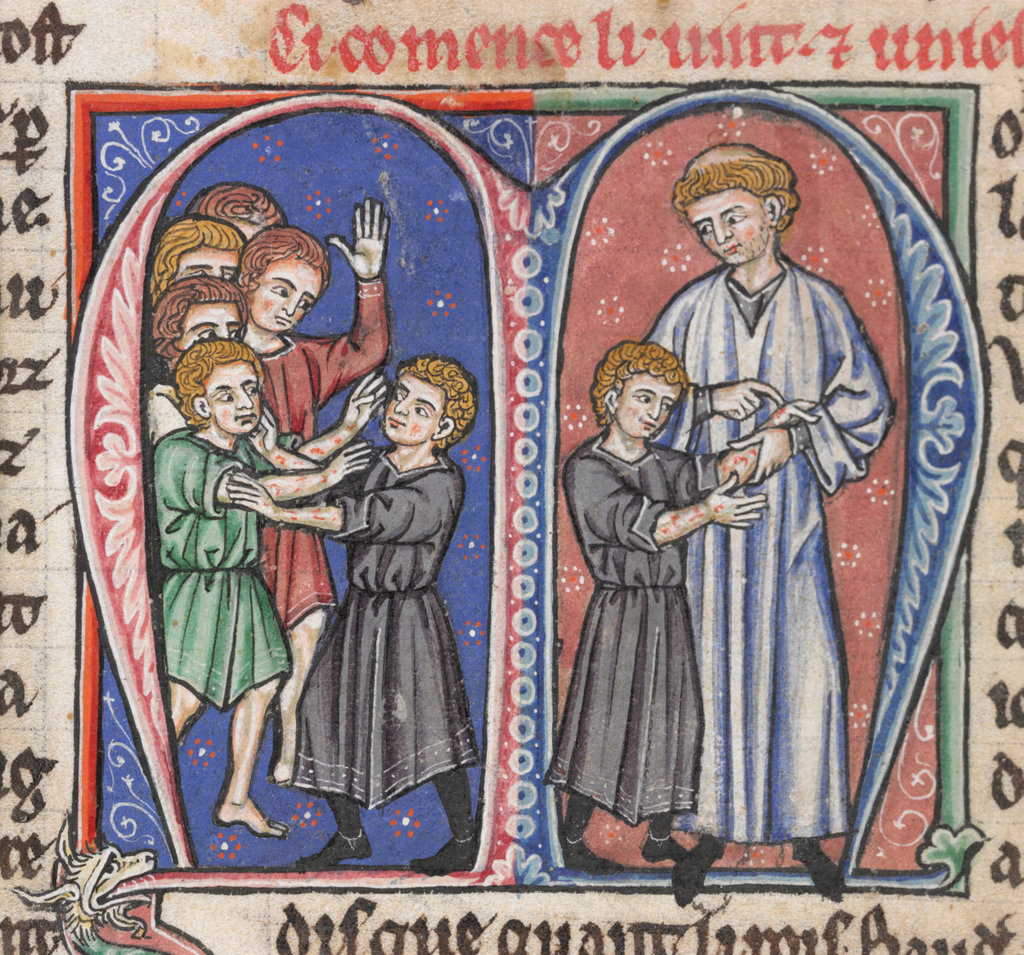
Guilherme de Tiro descobre os primeiros sintomas de lepra de Balduíno
Iluminura de c. 1250 de L'Estoire d'Eracles, tradução para o francês antigo da Historia de Guilherme de Tiro, Biblioteca Britânica)

### Literatura
Várias obras literárias basearam-se no personagem histórico do rei leproso, com graus variáveis de imprecisão. Em geral é representado como um personagem simpático. Algumas destas obras são:
- Manuel Mujica Láinez (1965), El unicornio (em espanhol) (fantasia)
- Serge Dalens, L'Etoile de Pourpre (ou Baudouin IV de Jérusalem), Signe de Piste (em francês), 1 - Les Prisonniers; 2 - Les Lépreux, Fleurus (também adaptado para banda desenhada(PE) - história em quadrinhos(PB))
- Judith Tarr (1989), Alamut (em inglês), Doubleday (fantasia)
- Judith Tarr (1991), The Dagger and the Cross (em inglês), Doubleday (fantasia)
- Cecelia Holland (1996), Jerusalem (em inglês)
- Juliette Benzoni (2002), Thibaut ou la croix perdue (em francês), Plon
- Laurence Walbrou-Mercier (2008), Baudouin IV de Jérusalem « ...C'est pourquoi je ne faiblirai pas », ISBN 978-2-7403-1424-1 (em francês), Téqui (romance histórico)
- Georges Bordonove, Les lances de Jérusalem (em francês)
- Dominique Baudis, La Conjuration (em francês)
- Zofia Kossak (1936), Król trędowaty (O Rei Leproso) (em polaco)
- Níkos Kazantzákis (1956), Ο Φτωχούλης του Θεού (São Francisco) (em grego)
- Michel Bom, Thierry Cayman, Sylvain de Rochefort, (série) (em francês)

### Ilustrações
- Balduíno figura em iluminuras das várias versões da Historia de Guilherme de Tiro dos séculos XIII e XIV, inclusivamente na descoberta da sua doença pelo cronista.
- O rei aparece em uma representação romântica de c. 1842 da batalha de Monte Gisardo, por Charles-Philippe Larivière, nas Salas das Cruzadas do Palácio de Versailles. Nesta obra é transportado em uma maca para a batalha, mas com uma espada na mão direita e o rosto descoberto, sem as lesões típicas da lepra. Na realidade, em Monte Gisardo Balduíno ainda montava e lutava a cavalo, e empunhava a espada com a mão esquerda, uma vez que a sua mão e o seu braço direitos tinham sido os primeiros afectados pela doença.

### Cinema
- No filme Kingdom of Heaven de Ridley Scott (2005), Balduíno é representado por Edward Norton. Esta ficção reduz a gravidade da sua doença e apresenta-o como um rei pacífico ao contrário de um típico rei guerreiro da Idade Média em geral e do contexto das Cruzadas em particular. A máscara com que surge é uma invenção do argumentista do filme, sem base em relatos contemporâneos.